# Hôpital Maison-Blanche (Reims)
Pour les articles homonymes, voir Maison-Blanche (homonymie).
L’  Hôpital Maison-Blanche  est actuellement situé 45 rue Cognacq-Jay à Reims dans le Quartier Sainte-Anne - Wilson à Reims. Ce site est desservi par les lignes de bus 4, 7 et 40, arrêt Maison-Blanche.

## Historique
Au cours des années 1920-1930, alors que la ville de Reims se reconstruit, le quartier neuf de Maison-Blanche voit le jour sur la rive gauche de la Vesle, alors très peu urbanisée. Au-delà de la voie ferrée, en pleine campagne, une cinquantaine d’hectares est affectée à la construction du nouvel hôpital. Le chantier débute par l’hôpital d’enfants offert par les Américains et se poursuit par l’hôpital civil Maison-Blanche.
Sa construction fut décidée le 8 juillet 1920 et les travaux confiés à Hippolyte Portevin et Marcel Portevin, qui proposent un plan en peigne présentant une série de pavillons parallèles en briques rouges. 
L’hôpital Maison Blanche est construit entre 1926 et 1933.
Le 2 juin 1935, l’hôpital fut inauguré par le président de la République, Albert Lebrun en présence du maire de Reims Paul Marchandeau. Il pouvait accueillir 7 000 malades. 
Pendant la deuxième guerre mondiale, l'hôpital a été utilisé par les autorités militaires allemandes comme maison de convalescence pour les soldats allemands du front russe affectés par de graves blessures et des gelures.

## Architecture
Le plan traduit une organisation en peigne présentant une série de pavillons parallèles. Comme le lycée Franklin-Roosevelt construit par l'architecte Hippolyte poitevin, les bâtiments sont en briques rouges et sur trois niveaux.  
La grille de la porte principale sur les dessins de l’architecte a été exécutée par le ferronnier Roze.
Les espaces verts ont été réalisés par Édouard Redont.

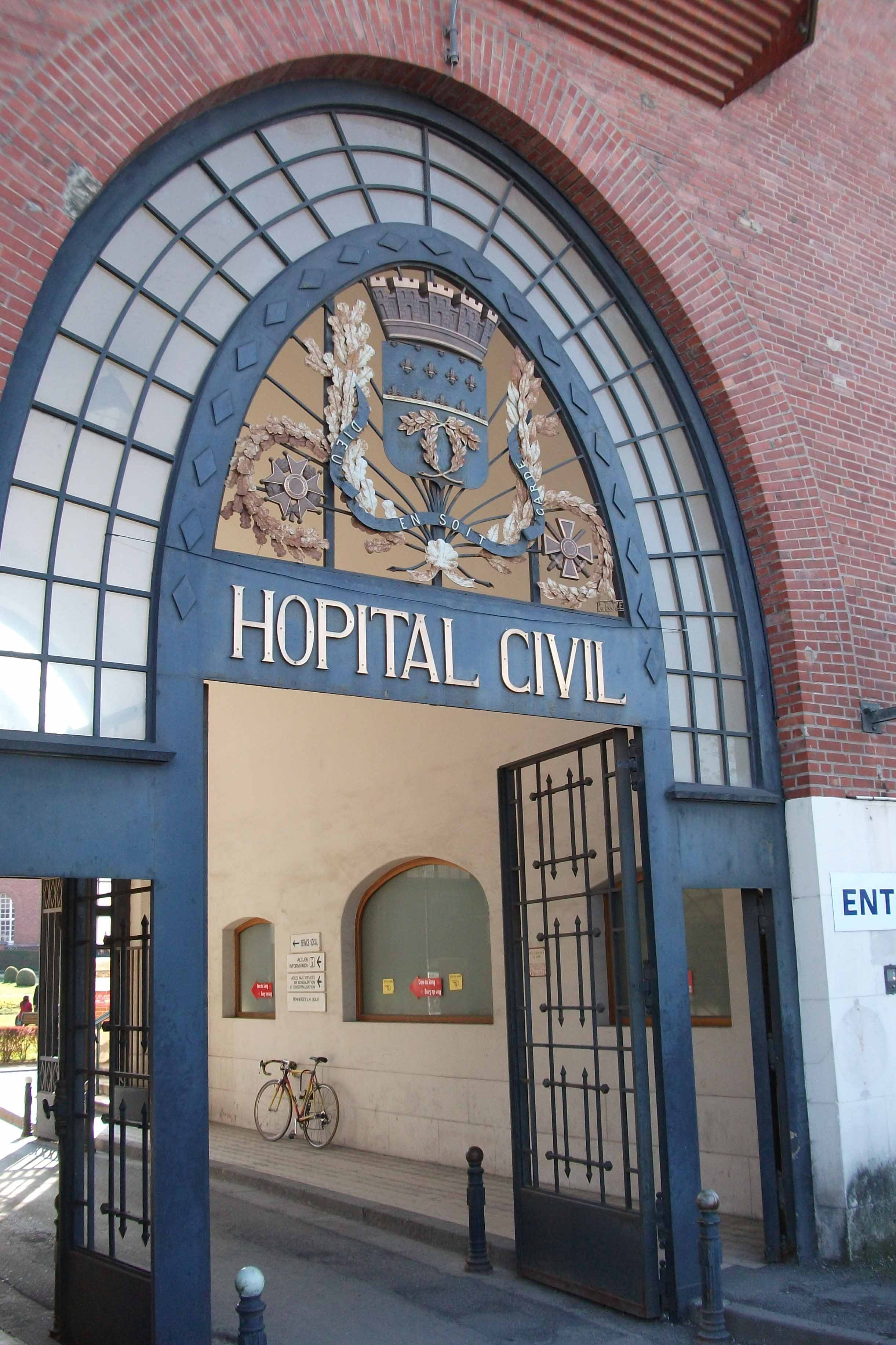
Grille réalisée par le ferronnier Roze
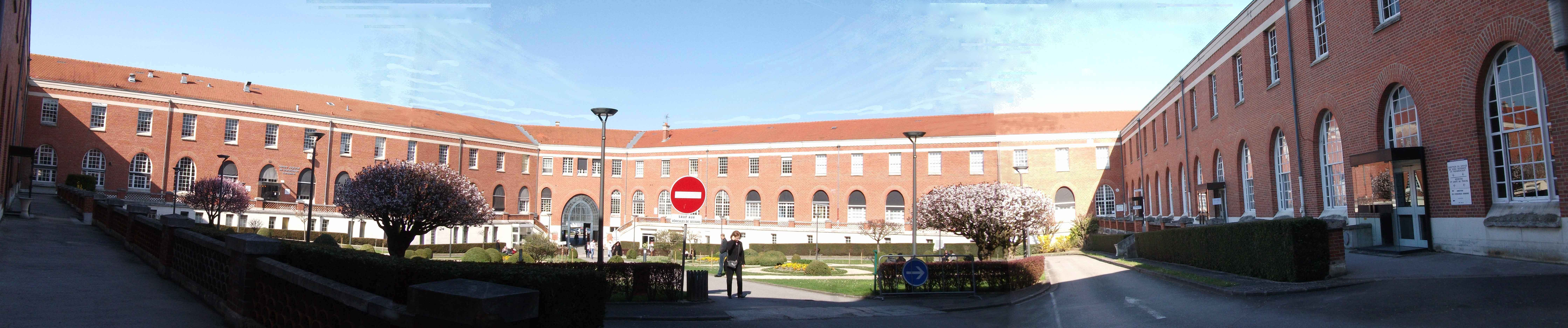
Espace vert ou cour d’entrée